# Nasaltus tabellio
Nasaltus tabellio är en skalbaggsart som först beskrevs av Sylvain Auguste de Marseul 1864.  Nasaltus tabellio ingår i släktet Nasaltus och familjen stumpbaggar. Inga underarter finns listade i Catalogue of Life.